# Bwe (langue)
Pour les articles homonymes, voir Bwe.
Le bwe, aussi appelé karen bwe, est une langue karen parlée en Birmanie.